# Жемердеевка
Жемерде́евка — деревня в Суражском районе Брянской области России. Входит в состав Кулажского сельского поселения.

## География
Деревня находится в северо-западной части Брянской области, в зоне хвойно-широколиственных лесов, в пределах части Приднепровской низменности, на берегах реки Муравище, на расстоянии примерно 10 км (по прямой) к юго-западу от города Сураж, административного центра района. Абсолютная высота — 181 м над уровнем моря.

### Климат
Климат характеризуется как умеренно континентальный с достаточным увлажнением, тёплым летом и умеренно холодной зимой. Среднегодовая многолетняя температура воздуха составляет 5,4 °С. Средняя температура воздуха самого тёплого месяца (июля) — 18,1 °C (абсолютный максимум — 37 °C); самого холодного (января) — −8 — −7,5 °C (абсолютный минимум — −37 °C). Период активной вегетации растений (с температурой выше 10°С) составляет 144 дня. Среднегодовое количество атмосферных осадков составляет 554 мм, из которых большая часть (285 мм) выпадает в тёплый период. Снежный покров держится в течение 120—130 дней.

### Часовой пояс
Деревня Жемердеевка, как и вся Брянская область, находится в часовой зоне МСК (московское время). Смещение применяемого времени относительно UTC составляет +3:00.

## История
До 1781 входила в Новоместскую сотню Стародубского полка, 
с 1782 по 1921 в Сураж. уезде (с 1861 в составе Кулагской волости), 
в 1921-1929 в Клинц. уезде (Кулагская, с 1924 Суражская вол.). 
С 1919 до 1930-х гг. - центр Жемердеевского с/с, затем до 1960 в Княжевском сельского совета. В середине XX в. - колхоз "Искра". 

## Население
| 2010 | 2013 |
| ---- | ---- |
| 125  | ↘113 |

### Национальный состав
600 человек (1926), в национальной структуре населения русские составляли 100 % из 159 человек (2002).